# Protopterus
Protopterus é o único gênero pertence a família Protopteridae. É um género de peixes pulmonados (dipnóicos), que podem ser encontrados na África.

## Espécies e subespécies
- Protopterus aethiopicus (Heckel, 1851)
  - Protopterus aethiopicus aethiopicus
  - Protopterus aethiopicus congicus
  - Protopterus aethiopicus mesmaekersi
- Protopterus amphibius (Peters, 1844)
- Protopterus annectens (Owen, 1839)
  - Protopterus annectens annectens'
  - Protopterus annectens brieni
- Protopterus dolloi (Boulenger, 1900)